# Conseller
Un conseller és el membre d'un consell.
Hi ha diferents tipus de consellers:
- El conseller municipal o conseller comunal, membre d'un comú. Gestionen les agrupacions administratives de poblacions. Segons la tradició també local pot anomenar-se regidor o paer. A Andorra, Perpinyà i Tarragona s'anomena conseller, denominació que antigament era emprada a gran part de les corporacions locals catalanes, com per exemple, per a designar els membres del Consell de Cent de Barcelona.

- El conseller comarcal, membre d'un Consell Comarcal. S'elegeixen indirectament en eleccions.

- El conseller general, membre d'un Consell General. A Andorra és escollit a les eleccions generals per representar al poble al parlament que a Andorra s'anomena Consell General. Al Consell General hi ha 28 consellers generals,[1] dos per parròquia i catorze elegits en llistes generals.

- El conseller d'un Consell Executiu d'un Govern. Per exemple, el Consell Executiu de la Generalitat de Catalunya, el Consell Executiu de la Generalitat Valenciana i el Consell del Govern de les Illes Balears. Comparable a un ministre.[2]

- El conseller d'un Consell Escolar d'una escola o entitat de participació de la comunitat educativa. Per exemple, el Consell Escolar d'un Centre Educatiu, el Consell Escolar Municipal de Horta - Guinardó i el Consell Escolar Municipal de Barcelona.